# Sandhja
Sandhja, Sandhja Kuivalainen de son vrai nom, née le 16 mars 1991 à Helsinki en Finlande, est une chanteuse finlandaise, d'origine indo-guyanienne.
Le 27 février 2016, elle remporte la finale nationale Uuden Musiikin Kilpailu 2016 et est choisie pour représenter la Finlande au concours Eurovision de la chanson 2016 à Stockholm, en Suède avec la chanson Sing It Away (Chante-le).
Elle participe à la première demi-finale, le 10 mai 2016 mais n'est pas qualifiée pour la finale du 14 mai.

## Discographie

### Albums
- Gold (2014)

### Singles
- Hold Me (2013)
- Gold (2014)
- My Bass (2015)
- Sing It Away (2016)